# Franc Mavrič
Franc Mavrič, italijanski učitelj in agrarni delavec slovenskega rodu, * 4. april 1890, Kozana, Avstro-Ogrska, † 14. februar 1969, Torino, Italija.
Ljudsko šolo je obiskoval v rojstnem kraju, učiteljišče pa v Kopru, kjer je leta 1909 tudi maturiral. Služboval je najprej v Bovcu, potem do leta 1930 v Kostanjevici pri Ligu. Tu je ustanovil pevski zbor in kot organist deloval v romarski cerkvi Marijino Celje pri Ligu. Nekaj let je bil tudi župan v Ajbi. V Gospodarskem vestniku je objavljal članke o sadjarstvu. Leta 1931 je bil premeščen v Porto Recanati in 1935. v Chieri pri Torinu. Leta 1956 je bil odlikovan z zlato medaljo za zasluge, prejel pa je tudi imenovanje »Cavaliere della Repubblica«. Kot upokojenec se je začel ukvarjati s čebelarstvom; s članki je sodeloval pri reviji L'Apicoltore moderno in predaval na Istituto Tecnico Sperimentale di Agricoltura v Torinu. Nekaj let je bil tudi tajnik Državnega združenja čebelarjev Italije.